# Caffrowithius facetus
Caffrowithius facetus är en spindeldjursart som först beskrevs av Albert Tullgren 1907.  Caffrowithius facetus ingår i släktet Caffrowithius och familjen blindklokrypare. Inga underarter finns listade.